# Molí d'Algars
El molí d'Algars és un molí d'aigua al marge del riu Algars al despoblat d'Algars al terme municipal de Batea, a la comarca de Terra Alta. És un edifici medieval de gran valor però, a la vegada, en un estat de total abandó i deteriorament progressiu. És l'única construcció d'Algars —a banda del castell i l'ermita— que conserva l'estructura medieval original. És inclòs a l'Inventari del Patrimoni Arquitectònic de Catalunya.
És de planta rectangular i té quatre nivells, encara que els dos inferiors no tenen la planta totalment ocupada perquè l'edifici és en un lloc de forts desnivells. Els dos pisos superiors són d'habitatge, més o menys adaptats al pas del temps encara que avui dia abandonats. S'hi accedeix per una porta sobre la qual hi ha un escut d'armes senyorial datat el 1407. Una escala secundària duu a la planta inferior, on hi ha un magatzem. Una part del sostre està suportat per arcs apuntats. A aquest recinte també s'hi pot accedir des de l'exterior.
Per una escala molt estreta es pot entrar a un nivell inferior on hi ha una nau amb volta també apuntada, tota feta de carreu amb un arc toral apuntat al mig, que té, per sota, un altre arc rebaixat amb una paret que els connecta a tots dos, a manera de reforç. Un altre cop, des de l'exterior, es pot veure una altra porta oberta al gran mur que ens duu a un passadís ascendent. Algunes portes estan adovellades i hi ha finestres amb arcuació ogival dibuixada a la llinda.
El molí està cobert amb teula àrab i a dues vessants. Fou un molí que aprofitava la força hidràulica del riu Algars. De propietat privada, el de Batea, en canvi, era corporatiu. Els pisos inferiors encara conserven útils i els mecanismes corresponents. A la façana sud, on hi ha l'entrada a la part d'habitatge, hi ha les restes d'una volta de canó que formava part d'una petita capella adossada a l'edifici que era dedicada a Sant Pere, on s'hi pot veure, també un potent contrafort esglaonat.